# Paris (növénynemzetség)
A Paris a liliomvirágúak (Liliales) rendjébe tartozó zászpafélék (Melanthiaceae) családjának egyik növénynemzetsége. Kevesebb mint két tucat lágyszárú növényfaj tartozik ide: a legismertebb közülük a farkasszőlő (Paris quadrifolia). A Paris biodiverzitásának központja Kínában van, képviselőik Ázsiában és Európában őshonosak, erdők lágyszárú-szintjén vagy folyók melletti nedves helyeken fordulnak elő. Egyes Paris-fajokat a hagyományos kínai orvoslásban fájdalomcsillapító és alvadásgátló hatásuk miatt használnak, többek közt a Jünnan Baiyao alkotóelemeként. A népi orvoslásban való felhasználásuk jelentősen csökkentette egyedszámukat.
A nemzetség neve, Paris onnan ered, hogy minden növényi rész négyes alapszámú (lat. par = egyenlő), esetleg a görög mitológiai alak Pariszból.
A nemzetség a Trillium közeli rokona, hagyományosan morfológiai jegyek alapján tesznek különbséget köztük: a Trillium fajainak virágai hármas alapszámúak, míg a Paris fajai 4–11-szirmúak. Egy újabb keletű analízis a Daiswa és Kinugasa nemzetségek fajait is a Paris alá sorolja, bár a génusz pontos leírása még vitatott. A Paris sensu stricto alá csak mintegy 11 faj tartozik.
A nemzetség felosztása:
- Paris alnemzetség, három fajcsoporttal:
  - Kinugasa fajcsoport (Tatew. & Sutô) Hara: egyetlen faj:
    - Paris japonica (Franch. & Sav.) Franch. (Syn.: Kinugasa japonica (Franch. & Sav.) Tatew. & Suto, Trillidium japonicum Franch. & Sav.)

  - Paris fajcsoport: 5 faj
  - Axiparis fajcsoport H.Li: 5 faj
- Daiswa alnemzetség (Raf.) H.Li, öt fajcsoporttal:
  - Dunnianae fajcsoport H.Li: 1 faj
    - Paris dunniana H.Léveillé

  - Euthyra fajcsoport (Salisbury) Franchet: 8 faj
  - Marmoratae fajcsoport H.Li: 2 faj
  - Fargesianae fajcsoport H.Li: 1 faj
    - Paris fargesii Franchet

  - Thibeticae fajcsoport H.Li: 1 faj:
    - Paris thibetica Franchet

A Paris nemzetségben két alnemzetség kb. kéttucatnyi faja található meg (A lista nincs fajsorokra osztva):
- Paris alnemzetség:
  - Paris axialis H.Li: Szecsuan és Északkelet-Jünnan, 700-3000 méteren.
  - Paris bashanensis F.T.Wang & Tang: Nyugat-Hupej és Szecsuan, 1400-4300 méteren.
  - Paris dulongensis H.Li & Kurita: endemikus faj Északnyugat-Jünnanban 1500-1600 méteren.
  - Paris forrestii (Takht.) H.Li: Mianmar, valamint egyes kínai tartományok: Délkelet-Tibet és Nyugat-Jünnan, 1900-3500 méteren.
  - Paris incompleta M.Bieb.: Törökország, Grúzia.
  - Paris japonica (Franch. & Sav.) Franch.: Japánból származik.
  - Farkasszőlő (Paris quadrifolia L.): a legszélesebb körben elterjedt faj: Európa, Oroszország (Szibéria), Mongólia és néhány kínai tartomány: Észak-Hejlungcsiang és Észak-Hszincsiang.
  - Paris rugosa H.Li & Kurita: endemikus faj Északnyugat-Jünnanban 1500-1700 méteren.
  - Paris tetraphylla A.Gray: Északkelet-Ázsiában nő.
  - Paris vaniotii H.Léveillé: Mianmar és a következő kínai tartományok: Kujcsou, Húnán, Jünnan.
  - Paris verticillata M.Bieb.: Japán, Korea, Mongólia, Oroszország (Szibéria) és néhány kínai tartomány: Anhuj, Kanszu, Hopej, Hejlungcsiang, Jilin, Liaoning, Belső-Mongólia Autonóm Terület, Senhszi, Sanhszi, Északnyugat-Szecsuan, Csöcsiang 1100-3600 méteren.
- Daiswa alnemzetség: vastag rizómájuk van, az egyrekeszű magház parietális placentációjú, bogyószerű toktermésük van pozsgás magköpennyel. 12-16 faj tartozik ide:
  - Paris birmanica (Takht.) H.Li & Noltie
  - Paris cronquisti (Takht.) H.Li: Délnyugat-Kuanghszi-Csuang Autonóm Terület, Kujcsou, Szecsuan, Délkelet-Jünnan 900-2100 méteren.
  - Paris daliensis H.Li & V.G.Soukup: endemikus faj Nyugat-Jünnanban 2600 méter körül.
  - Paris delavayi Franchet: Vietnám és néhány kínai tartomány: Kujcsou, Hupej, Húnán, Csianghszi, Szecsuan, Jünnan 1300-2000 méteren.
  - Paris dunniana H.Léveillé: Kujcsou, Hajnan és Jünnan 1100 méter körül.
  - Paris fargesii Franchet: Vietnam és néhány kínai tartomány: Kuangtung, Guangxi, Kujcsou, Hupej, Húnán, Csianghszi, Szecsuan, Jünnan 500-2100 méteren.
  - Paris luquanensis H.Li: endemikus faj Észak-Közép-Jünnanban 2100-2800 méteren.
  - Paris mairei H.Léveillé: Kujcsou, Nyugat-Szecsuan, Észak-Jünnan 1800-3500 méteren.
  - Paris marmorata Stearn: Bhután, Észak-India, Nepál és néhány kínai tartomány: Szecsuan, Dél-Tibet, Jünnan 2400-2800 méteren.
  - Paris polyandra S.F.Wang: endemikus faj Délnyugat-Szecsuanban 1200-1600 méteren.
  - Paris polyphylla Sm.: Bhután, India, Laosz, Mianmar, Nepál, Szikkim, Thaiföld, Vietnam, Tajvan és néhány kínai tartomány: Anhuj, Fucsien, Kanszu, Kuangtung, Guangxi, Kujcsou, Henan, Hupej, Húnán, Csiangszu, Csianghszi, Senhszi, Sanhszi, Szecsuan, Tibet, Jünnan, Csöcsiang 100-3500 méteren.
  - Paris stigmatosa Shu-dong Zhang: hármas alapszámú virágokkal. Endemikus faj Kelet-Jünnanban 2500-2600 és 2900 méteren.
  - Paris thibetica Franchet: Bhután, Mianmar, Szikkim és néhány kínai tartomány: Dél-Kanszu, Kujcsou, Szecsuan, Dél-Tibet, Északnyugat-Jünnan 1400-3800 méteren.
  - Paris undulata H.Li & V.G.Soukup: endemikus faj Közép-Szecsuanban.
  - Paris vietnamensis (Takht.) H.Li: Vietnam és néhány kínai tartomány: Guangxi és Jünnan, 1200-1900 méteren.
  - Paris wenxianensis Z.X.Peng & R.N.Zhao: endemikus faj Dél-Kanszuban 1900-2400 méteren.

## Fordítás
- Ez a szócikk részben vagy egészben az Einbeeren című német Wikipédia-szócikk ezen változatának fordításán alapul.  Az eredeti cikk szerkesztőit annak laptörténete sorolja fel. Ez a jelzés csupán a megfogalmazás eredetét és a szerzői jogokat jelzi, nem szolgál a cikkben szereplő információk forrásmegjelöléseként.
- Ez a szócikk részben vagy egészben a Paris (genus) című angol Wikipédia-szócikk ezen változatának fordításán alapul.  Az eredeti cikk szerkesztőit annak laptörténete sorolja fel. Ez a jelzés csupán a megfogalmazás eredetét és a szerzői jogokat jelzi, nem szolgál a cikkben szereplő információk forrásmegjelöléseként.